# Camilo Salinas
Camilo Salinas (Roma, 21 de julio de 1976) es un músico multinstrumentista chileno nacido en Italia, que principalmente se ha desenvuelto como pianista, teclista y acordeonista.
Entre fines de los años 1990 y principios de 2000 formó parte de las reconocidas bandas chilenas Los Tres y Pettinellis, lideradas por Álvaro Henríquez, con la primera de las cuales grabó el álbum Freno de mano (2000). En 2004 formó parte de la creación de la banda Inti-Illimani Histórico, en la que toca actualmente junto a su padre, Horacio Salinas.
Salinas además ha colaborado con otras bandas y músicos chilenos reconocidos, tales como Los Tetas, Mauricio Redolés, Ángel Parra Trío, Los Bunkers, y González y Los Asistentes. Además lideró proyectos personales como la orquesta Doce Monos, en la que pudo dirigir a músicos tales como el trompetista Cristián Cuturrufo, el trombonista Héctor «Parquímetro» Briceño y el saxofonista Mickey Mardones.

## Biografía
Nació en Roma en el año 1976, siendo hijo del músico y compositor chileno Horacio Salinas. En ese momento su padre, miembro del grupo Inti Illimani, se encontraba exiliado en Italia luego del golpe de Estado en Chile de 1973.

## Carrera musical
Camilo Salinas comenzó sus estudios musicales como pianista clásico, hasta que a los 23 años de edad se produjo su acercamiento definitivo hacia la música popular, influenciado por los italianos Ennio Morricone y Nino Rota, Arthur Lyman y Les Baxter. Entonces comenzó a instruirse en el órgano Hammond y el piano Rhodes.
Salinas conoció a Álvaro Henríquez en 1995, mientras participaba en la grabación del álbum ¿Quién mató a Gaete? de Mauricio Redolés. Entonces se integró como músico en los últimos años de Los Tres, y de allí comenzó a colaborar con Ángel Parra Trío, liderado por los músicos que también venían de Los Tres, Ángel Parra y Roberto Lindl «Titae»; González y Los Asistentes, liderada por Gonzalo Henríquez; e Inti-Illimani, banda a la que perteneció desde sus inicios su padre, el compositor y director musical Horacio Salinas. Una vez disueltos Los Tres, Álvaro Henríquez lo invitó a formar parte de su nuevo proyecto Pettinellis.
En 2004 pasó a formar parte estable del recién creado Inti-Illimani Histórico, formado a partir de la facción original de Inti-Illimani conformada por Horacio Salinas, Horacio Durán y José Seves, junto a otros músicos más jóvenes, entre los que se encontraba él.
En 2009, Camilo Salinas fue invitado por la banda Los Bunkers para su sencillo Una nube cuelga sobre mí tocando el acordeón.
Desde 2012, Salinas se desempeña en la banda en vivo de 31 minutos como tecladista y voz hablada de Pepe Lota.[cita requerida]

## Discografía

### ConÁngel Parra Trío
- Tequila - 1998
- No pega ni junta - 2000
- La Hora Feliz - 2002

### ConLos Tres
- La sangre en el cuerpo - 1999
- Freno de mano - 2000

### ConPettinellis
- Pettinellis - 2002
- Pettinellis. Edición Especial - 2004
- La Yein Fonda II - 2001
- Después de vivir un siglo. Tributo a Violeta Parra - 2001
- Estadio Nacional, un documental de Carmen Luz Parot - 2001 (tocando con el grupo "Cuando una madre llora")
- Sexo con amor. La música que no acaba. Banda sonora - 2003
- Rock & Rejas. Sonidos desde la cárcel - 2004
- Allende: El sueño existe. DVD - 2005

### ConInti-Illimani Histórico

#### CD
- Inti-Quila. Música en la Memoria. Juntos en Chile  - 2005 (Inti-Illimani Histórico, Quilapayún y artistas invitados))
- Antología en vivo - 2006 (Inti-Illimani Histórico)
- Esencial - 2006 (Inti-Illimani Histórico)
- Tributo a Inti-Illimani Histórico. A la Salud de la Música - 2009 (Obra Colectiva)
- Cantata Rock Santa María de Iquique - 2009 (Colectivo Cantata Rock)

#### DVD
- 2005, Inti-Quila, Juntos en Chile, Música en la memoria.(Inti-Illimani Histórico, Quilapayún y artistas invitados)). Multizona, NTSC.
- 2006, Antología en vivo.Inti-Illimani Histórico. Recital grabado en el Estadio Víctor Jara, sin fecha. Bonus track: Tatati y La Marusa. Multizona, NTSC
- 2007, Esencial.Inti-Illimani Histórico. Documental, participa el tenor lírico Tito Beltrán. Multizona, NTSC.

### con Los Bipolares
- Cazuela Y Amor - 2009.
- El Hombre Más Feliz Del Mundo - 2012.

### Bandas sonoras
- 2001 - Estadio Nacional (documental de Carmen Luz Parot; solista en canción «Yo te quiero más»)
- 2002 - Estación de invierno (cortometraje de Pamela Espinoza)
- 2008 - Los 80 (serie de televisión dirigida por Boris Quercia y producida por Andres Wood)